# Silene argentea
Silene argentea är en nejlikväxtart som beskrevs av Carl Friedrich von Ledebour. Silene argentea ingår i släktet glimmar, och familjen nejlikväxter. Inga underarter finns listade i Catalogue of Life.